# 奧利瓦 (伊萬基夫區)
50°52′54″N 29°32′52″E / 50.88167°N 29.54778°E
奧利瓦（烏克蘭語：Олива）是位於烏克蘭北部的村莊，由基辅州维什霍罗德区的伊萬基夫市鎮負責管轄。該村始建於十七世紀，面積1.3平方公里，海拔高度148米，2001年人口319，人口密度每平方公里245.4人。